# 듀얼게이트
듀얼게이트(Duelgate)는 대한민국 온라인/휴대용 게임 개발사 펜타비전이 만든 RTS게임이다. 2009년 1월 20일부로 서비스가 중단된 게임이다.